# 2016年伊朗议会选举
2016年伊朗议会选举举行于2016年2月26日，选举出伊斯兰共和国时期的第10届议会，或自波斯立宪革命以来的第34届议会的全部席次。选举人未取得最低限制25%选票的选区，于同年4月29日举行了第二轮选举。新当选议员的任期为2016年5月28日至2020年5月27日。
本次选举同日也举行專家會議的选举，这是伊朗第一次进行伊斯兰议会与专家会议联合选举。本次伊斯兰议会选举登记选民共有54,915,024名（伊朗投票年齡为18岁）。超过12,000人申请竞选公职，5200名候选人的提名（主要为改革派）被宪法监护委员会拒绝，612名候选人退出竞选。

## 选举制度
在议会的全部290席中，有285席为地方直选的民意代表，还有5席为宗教少数派保留席位分配給瑣羅亞斯德教、波斯猶太人、亞述人、亞美尼亞人 (2席)，其餘285席地方直選席次從196個大或小選區直選而來。
在只有一个席次的小选区中，得票最高者当选，但必须获得超过四分之一选票；若无候选人达到四分之一，则两位得票率最高的候选举行第二轮选举。在有多个席次的大选区中，採用全票制，即选民的票数与该选区的席次数相同，得票数最高的几名候选人当选，但必须获得超过四分之一选票；若还有空缺，则举行第二轮选举，第二轮选举的候选人数目为空缺席次的两倍，若剩余未当选候选人数目不足两倍，则全部未当选者参选。
选民资格为全体满18周岁的伊朗公民，且无精神障碍。

## 候选人

### 候選資格
根据伊朗法律，候选人必须：
- 是伊朗公民；
- 支持伊斯兰共和国，承诺效忠宪法；
- 是虔诚的穆斯林（宗教少数派保留席位候选人除外）；
- 不是“名声败坏”；
- 身体健康且介于30至75岁之间，身體健康。

具體來說，如果候選人被認定有精神障礙、積極支持巴列維王朝或被視為非法的政黨和組織、被指控從事反政府活動、放棄伊斯蘭信仰、被判犯有腐敗、叛國、欺詐、賄賂、毒品罪，或被判違反伊斯蘭教法。此外，候選人必須識字，不能在巴列維政府中擔任要職，不能是大地主、政府部長、憲法監護委員會和伊朗最高法院成員、總檢察長、一些公務員和宗教領袖、武裝部隊成員也被禁止競選公職。

### 審查結果
本次伊斯兰议会选举有超过12,000人申请竞选公职。5200名候选人的提名（主要为改革派）被宪法监护委员会拒绝，612名候选人退出竞选。

## 竞选与投票
2012年伊朗議會選舉之后伊朗原则主义派 (保守派)佔據了議會的多數席位。在本次选举中該陣營花了幾個月的時間將各個派系聚集在一起，成立了“原则主义者大联盟”，由前議長吴拉姆-阿里·哈达德-阿德尔領導，聯盟中最著名的团体是战斗教士联盟。在外交政策上，他們反對「讓美國的影響力滲透到伊朗社會和經濟」。不过保守派的現任議長阿里·拉里贾尼表示不会加入原则主义者大联盟。
另一方面，總統鲁哈尼的溫和派、中間派、和改革派盟友組成了“希望名单”联盟，最初称为“改革派普遍聯盟：第二步”，表示其延续2013年伊朗总统选举中改革派胜利的诉求。该联盟旨在阻止強硬保守派進入議會，阿里·拉里贾尼也得到该联盟的支持。之后前总统穆罕默德·哈塔米將聯盟重新命名為“希望名單”，并向选民發送信息指出他们在監護委員會的審查過程中面臨相當大的挑戰，許多領導人被取消資格。除了“希望名单”之外阿里·莫塔哈里组织另一个由溫和保守派組成的人民之声。

## 选举结果
选举结果形成懸峙議會，尽管改革派擁有多數席次。在第一轮选举54,915,024名合格選民中，有33,847,117人投票，投票率為61.64%。最初选举结果为：
| 121      | 11       | 75   | 83               |
| 希望名單 | 人民之聲 | 其他 | 原則主義者大聯盟 |

| 联盟名称               | 联盟名称 | 席位数 | 比率   | 比率      |
| ---------------------- | -------- | ------ | ------ | --------- |
| 希望名单               |          | 121    | 41.72% | 121 / 290 |
| 原则主义者大联盟       |          | 83     | 28.96% | 83 / 290  |
| 人民之声               |          | 11     | 3.44%  | 11 / 290  |
| 独立人士与次要联盟     |          | 65     | 22.41% | 65 / 290  |
| 获得联盟支持的独立人士 |          | 3      | 1.03%  | 3 / 290   |
| 宗教少数派保留席位     |          | 6      | 2.07%  | 6 / 290   |
| 空缺                   |          | 1      | 0.03%  | 1 / 290   |

但后来监护委员会改动部分选举结果，最后议会组成为：
| 119      | 10       | 75   | 84               |
| 希望名單 | 人民之聲 | 其他 | 原則主義者大聯盟 |

## 註解
1. 1 2  包括未被宪法监督委员会裁决上任的米努·哈莱吉，哈利德·兹姆兹姆内贾德和贝托拉赫·阿卜杜拉赫。
2. 1 2 3  根据宪法监督委员会的裁定，原则主义者大联盟候选人穆罕默德·伊斯梅尔·赛义迪取代人民之声联盟的阿里雷札·莫纳迪·赛费丹，成为大不里士、奧斯庫、阿扎爾沙哈爾选区的议员。